# Aceito o Teu Chamado
Aceito o Teu Chamado é um álbum de estúdio da cantora Bruna Karla, sendo o sexto trabalho da cantora pela gravadora MK Music. Produzido por Emerson Pinheiro, o repertório do trabalho não superou o sucesso de Advogado Fiel, sendo criticado pela mídia especializada. A capa da obra foi produzida pela gravadora. Foi indicado ao Grammy Latino em 2013

## Faixas
| N.º            | Título                                            | Compositor(es)                  | Duração |  |
| 1.             | "Aceito o Teu Chamado"                            | Anderson Freire                 | 4:25    |  |
| 2.             | "Eu Não Abro Mão"                                 | Júnior Maciel e Josias Teixeira | 4:07    |  |
| 3.             | "Deixar a Lágrima Rolar"                          | Emerson Pinheiro e Klênio       | 4:20    |  |
| 4.             | "Não Há Nada, Mas Haverá" (com Coral Renova Soul) | Emerson Pinheiro                | 4:45    |  |
| 5.             | "Dá-me Outra Chance"                              | Davi Fernandes e Jill Viegas    | 4:15    |  |
| 6.             | "Transportando Tua Glória"                        | Davi Fernandes e Renato César   | 3:45    |  |
| 7.             | "Na Mira de Deus"                                 | Anderson Freire                 | 4:39    |  |
| 8.             | "Acima da Média"                                  | Anderson Freire                 | 4:40    |  |
| 9.             | "Nenhum Mistério"                                 | Anderson Freire                 | 3:59    |  |
| 10.            | "Só Deus Sabe"                                    | Júnior Maciel e Josias Teixeira | 4:10    |  |
| 11.            | "Independência ou Morte"                          | Anderson Freire e Dedé de Jesus | 5:28    |  |
| 12.            | "Por Tuas Mãos"                                   | Davi Vianna e Rodney Santos     | 4:00    |  |
| 13.            | "Trancado no Quarto"                              | Anderson Freire                 | 4:00    |  |
| 14.            | "Posso Ser Feliz"                                 | André Freire e Dani Malheiros   | 3:45    |  |
| Duração total: | Duração total:                                    | Duração total:                  | 1:00:00 |  |

## Ficha Técnica
- Produção executiva: MK Music
- Produção musical: Emerson Pinheiro
- Loops nas faixas 1, 4 e 7: Tadeu Chuff
- Loops nas faixas 2, 3, 6, 10, 11 e 12: Vagner Santos
- Loops nas faixas 2 e 7: Emerson Pinheiro
- Teclado nas faixas 1, 4, 7, 8, 9, 13 e 14: Tadeu Chuff
- Teclado nas faixas 2, 3, 6, 10, 11 e 12: Vagner Santos
- Piano nas faixas 1, 2, 3, 4, 5, 7, 8, 9, 11, 13 e 14: Emerson Pinheiro
- Piano nas faixas 6, 10 e 12: Vagner Santos
- Guitarra base, guitarra solo, violão base e violão solo: Sérgio Knust
- Baixo: Rogério dy Castro
- Bateria: Valmir Bessa
- Percussão: Leonardo Reis
- Percussão na faixa "Posso Ser Feliz": Valmir Bessa
- Cordas nas faixas 2, 3, 6, 10, 11 e 12: Vagner Santos
- Cordas nas faixas 4, 8 e 14: Tadeu Chuff
- Cordas nas faixas 2, 5, 11 e 13: Tutuca Borba
- Vocal: Jairo Bonfim, Adiel Ferr, Ruben Olifer e Jill Viegas
- Vocal na faixa "Posso Ser Feliz": Cleyde Jane, Fael Magalhães e Janeh Magalhães
- Produção vocal: Jairo Bonfim
- Participação especial: Coral Renovasoul
- Fotos: Rodrigo Bressane
- Criação e arte: MK Music

## Clipes
| Música                 | Lançamento             |
| ---------------------- | ---------------------- |
| Eu Não Abro Mão        | 18 de dezembro de 2012 |
| Deixar a Lágrima Rolar | 17 de abril de 2014    |